# NGC 4520
NGC 4520 é uma galáxia elíptica (E-S0) localizada na direcção da constelação de Virgo. Possui uma declinação de -07° 22' 29" e uma ascensão recta de 12 horas, 33 minutos e 49,9 segundos.
A galáxia NGC 4520 foi descoberta em 23 de Março de 1789 por William Herschel.